# Luigia Ponti Dell'Armi
Luigia Ponti Dell'Armi (1824 - 1899) fou una soprano italiana de la segona meitat del segle xix.
Filla de Luigi Bolza, comissionat de la policia molt afeccionat a l'òpera, que l'envià a estudiar al Conservatori de Milà de 1835 a 1845. Com a soprano es va posar el nom de Luigia Ponti, cognom matern, que s'allargaria després del seu casament.
Després de la seva carrera operística va ser professora de cant, i tingué com a alumnes, entre d'altres, a Gemma Bellincioni.